# New York Pancyprian-Freedoms
New York Pancyprian-Freedoms is een Amerikaanse amateurvoetbalclub uit de New Yorkse buurt Jamaica. De club speelt in regio 1 van de United States Adult Soccer Association (USASA) op het vijfde niveau in de Verenigde Staten.
De club werd in 1974 opgericht en speelt in het Belsonstadion op de campus van de St. John's University dat plaats biedt aan 2600 toeschouwers. De clubkleuren zijn blauw en wit.
De club speelt in de Cosmopolitan Soccer League dat onderdeel is van regio 1 van de USASA en waarin het kampioen werd in  1979, 1980, 1982, 2003, 2004, 2008 en 2010. De club speelt ook ieder jaar om (kwalificatie voor) de Lamar Hunt U.S. Open Cup en won het toernooi in de amateurtijd in 1980, 1982 en 1983. In 1983 mocht de club hierdoor ook deelnemen aan de CONCACAF Champions' Cup waarin het Puebla FC en CDS Vida versloeg voor de club in de kwartfinale gediskwalificeerd werd omdat ze met tegenstander CD Guadalajara geen data voor de wedstrijden overeen konden komen. In 2008 en 2010 won de club de US Open Amateur Cup. 

## New York Freedom
De club richtte in 1999 een tweede team op dat in de USL Premier Development League (PFL) ging spelen. Daar werd de club in haar eerste jaar kampioen in de Northeast Division en derde in de eindstand. Hierna namen de prestaties af en in 2003 verliet het team de USL. 